# Rutoši
Rutoši (Servisch cyrillisch Рутоши) is een plaats in de Servische gemeente Nova Varoš. De plaats telt 887 inwoners (2002).